# ФИФА светски тренер године
Светски тренер године (енгл. FIFA World Coach of the Year) награда је коју је Фифа додељивала сваке године оним фудбалским тренерима који су, по мишљењу селектора и капитена националних тимова и спортских новинара широм света, остварили најбоље резултате у клупском или репрезентативном фудбалу у протеклој календарској години.
Награда се додељивала од 2010. до 2015.

## Освајачи награде

### Најбољи тренери у мушком фудбалу
| Година | Најбољи Тренер     | Тим                 |
| ------ | ------------------ | ------------------- |
| 2010.  | Жозе Морињо        | Интер / Реал Мадрид |
| 2011.  | Ђузеп Гвардиола    | Барселона           |
| 2012.  | Винсенте дел Боске | Шпанија             |
| 2013.  | Јуп Хајнкес        | Бајерн Минхен       |
| 2014.  | Јоаким Лев         | Немачка             |
| 2015.  | Луис Енрике        | Барселона           |

### Најбољи тренери у женском фудбалу
| Година | Најбољи Тренер | Тим     |
| ------ | -------------- | ------- |
| 2010.  | Силвија Нејд   | Немачка |
| 2011.  | Норио Сасаки   | Јапан   |